# Massala (bướm đêm)
Massala  là một chi bướm đêm thuộc họ Erebidae.

## Loài
- Massala asema Hampson, 1926
- Massala obvertens Walker, 1858